# Zlatko Canjuga
Zlatko Canjuga (Ivanec kod Varaždina, 2. rujna 1962.) je hrvatski političar i bivši športski dužnosnik. Po nacionalosti Hrvat. Po struci je profesor povijesti i filozofije.
U rodnom Ivancu završio je osnovnu školu, a u Varaždinu srednju gdje je stekao stručnu spremu za suradnika u odgojno obrazovnom procesu. Završio je Filozofski fakultet u Zagrebu.
Prije Domovinskog rata bio je referent za kulturu u općini Ivanec, poslije je predavao je varaždinskoj gimnaziji i u Ravnateljstvu hrvatskih škola u Njemačkoj. 
1994. postao je glavni tajnik HDZ-a, član Vijeća obrane i nacionalne sigurnosti predsjednika RH.  
1995. godine bio je savjetnikom predsjednika RH za društvene djelatnosti. Izabran je za saborskog zastupnika. Bio je član Odbora za unutarnju politiku i nacionalnu sigurnost, član Odbora za vanjsku politiku i stalni član Predsjedničkog vijeća. 1996. došao je na čelo HDZ-a Grada Zagreba i na čelo NK Croatije.
1997. postao je predsjednikom Skupštine Grada Zagreba. Obnašao je dužnosti u nekoliko tijela, kao što je vijećnik Vijeća HRT-a, član Državnog povjerenstva za povijesne i ratne žrtve, član Predsjedničkog vijeća za strateške odluke i sl. Došao je do mjesta potpredsjednika HDZ-a i predsjednika HDZ-a.
Trećesiječanjskom smjenom vlasti u Hrvatskoj ostao je bez svih funkcija, zbog previranja u HDZ-u.
Na hrvatskim parlamentarnim izborima 2000. godine ušao je u 4. saziv Hrvatskog državnog sabora kao zastupnik na listi HDZ-a u 1. izbornoj jedinici. Mandat je obnašao od 2. veljače 2000. do 22. prosinca 2003. Tijekom mandata razišao se s HDZ-om te je postao pripadnik Hrvatskih nezavisnih demokrata, kojima je uskoro postao i potpredsjednik.
U četvrtom sazivu Hrvatskog državnog sabora bio je član Odbora za ravnopravnost spolova.
2002. zaigrao je za županijskog drugoligaša Glavice, kluba iz supruzinog kraja.
Odlikovan je Redom Danice hrvatske s likom Antuna Radića (1995.).

## Djela
- Hrvatska demokratska zajednica Stuttgart: hrvatska politika običnog čovjeka (prireditelj), 1993.
- Posljednji razgovor s hrvatskim Judom, 1997.
- Vizija Hrvatske: hrvatska pomirba, 1999.